# Ликнадес
Ликнадес или Лихнадес (на гръцки: Λικνάδες, Ликнадес е село в Егейска Македония, Република Гърция, дем Горуша (Войо), област Западна Македония.

## География
Селото е разположено на 730 m надморска височина, в областта Населица на 20-ина km западно от град Неаполи (Ляпчища), около 15 km северозадно от село Цотили и на 75 km от Кожани.

## История

### В Османската империя
Край селото е открита македонска гробница, вероятно от IV век пр. Хр.
Църквата „Света Параскева“ е от 1719 година. В края на XIX век Ликнадес е гръцко село в Населишка каза на Османската империя.
Според Васил Кънчов в 1900 година в Лихнадес има 150 гърци християни.
На Етнографската карта на Битолския вилает на Картографския институт в София от 1901 година Лихнадес е смесено село гърци, турци и помаци (гърци мохамедани) в казата Населица на Серфидженския санджак с 50 къщи.
Според статистика на Серфидженския санджак на гръцкото консулство в Еласона от 1904 година в Ликнадес (Λικνάδες), Населишка каза, живеят 25 валахади и 100 гърци християни.
Според Георгиос Панайотидис, учител в Цотилската гимназия, Лихнадес (Λιχνάδες) е част от Костенарията и в 1910 година има 25 „гъркогласни“ семейства – 17 християнски и 8 мюсюлмански. В селото работи гръцка забавачница с 1 учителка и 20 момчета и 12 момичета.
На етническата карта на Костурското братство в София от 1940 година, към 1912 година Линадес е обозначено като гръцко селище.

### В Гърция
През Балканската война в 1912 година в селото влизат гръцки части и след Междусъюзническата в 1913 година Ликнадес остава в Гърция. През 1913 година при първото гръцко преброяване в него са регистрирани 148 жители. В преброяването от 1940 година към броя на жителите на Ликнадес е прибавен и този на жителите на Левки (Сирочани).
Населението традиционно произвежда жито, тютюн, картофи и други земеделски продукти, като се занимава и със скотовъдство.
| Година    | 1913 | 1920 | 1928 | 1940 | 1951 | 1961 | 1971 | 1981 | 1991 | 2001 | 2011 | 2021 |
| --------- | ---- | ---- | ---- | ---- | ---- | ---- | ---- | ---- | ---- | ---- | ---- | ---- |
| Население | 148  | 131  | 144  | 371  | 134  | 120  | 81   | 62   | 48   | 50   | 16   | 11   |